# Кокто Туинс
„Коктò Туѝнс“ (на английски: Cocteau Twins) е шотландска рок група, активна от 1979 до 1997 г.
Основана е в град Грейнджмут от Робин Гътри (китари, барабанна машина) и Уил Хеги (бас), добавяйки Елизабет Фрейзър (вокали) през 1981 г. и заменяйки Хеги с мултиинструменталиста Саймън Реймънд през 1983 г. Групата печели похвалата на критиците за своето ефирно, наситено с ефекти звучене и за  сопрановите вокали на Фрейзър, чиито текстове често избягват всякакъв разпознаваем език. Те са пионери в алтернативния поджанр на дрийм попа през 80-те години и помагат да бъде дефинирано онова, което ще стане шугейзинг. 
След като подписват с британската звукозаписна компания 4AD през 1982 г., те издават дебютния си албум Garlands по-късно същата година. Добавянето на Реймонд през 1983 г. затвърждава окончателния им състав, който продуцира най-големия им хит в Обединеното кралство, "Pearly-Dewdrops' Drops", достигайки номер 29 в Ю Кей Сингълс Чарт. През 1988 г. групата подписва с Кепитъл Рекърдс в Съединените щати, разпространявайки петия си албум, Blue Bell Knoll, чрез голям лейбъл в страната. След издаването на техния най-аплодиран от критиката албум през 1990 г., Heaven or Las Vegas, групата напуска 4AD за Фонтана Рекърдс, където издават последните си два албума.
След почти 20 години заедно групата се разпада през 1997 г. отчасти поради проблеми, произтичащи от разпадането на романтичната връзка на Фрейзър и Гътри. През 2005 г. групата обявява, че ще се събере отново, за да оглави Фестивал „Коачела“ и за да започне световно турне, но събирането е отменено месец по-късно, след като Фрейзър отказва да свири на сцената с Гътри. В интервю от 2021 г. Реймънд потвърждава, че Кокто Туинс никога няма да се съберат.

## История

### Ранни години: 1979 – 1983 г.
Гътри и Хеги – и двамата от град Грейнджмут, Шотландия, сформират групата през 1979 г. В местната дискотека „Хотел Интернешънъл“ през 1981 г. те се запознават със 17-годишната Фрейзър, когато Гътри е диджей. Фрейзър става вокалистка на групата.
Преди да издаде дебютния си албум, групата записва сесия с четири песни за Джон Пийл през юни 1982 г., включително "Wax and Wane" и "Garlands". Тяхната дебютна дългосвиреща плоча Garlands, издадена от 4AD през юли 1982 г., постига незабавен успех, достигайки номер 2 в класацията за инди албуми в Обединеното кралство. Сп. „Саундс“ пише, че стилът на групата е „смесване на силни влияния на Сиукси енд дъ Баншис и Джой Дивижън“. Дон Уотсън от NME ги сравнява с готик рок групи като Джин Ловс Джизъбел и Ексмал Дойчланд, докато Сю Къмингс от списание „Спин“ ги сравнява  ретроспективно със Сиукси енд дъ Баншис и Баухаус. През 1983 г. групата издава втори миниалбум, Peppermint Pig.
Звукът на Кокто Туинс в първите им три записа разчита на комбинацията от ритмичните бас линии на Хеги, минималистичните китарни мелодии на Гътри и гласа на Фрейзър. Следващият дългосвирещ албум на групата, Head over Heels, разчита единствено на последните двама, след приятелското напускане на Хеги след турнето, последвало излизането на Peppermint Pig (той по-късно ще се присъедини към група Лоулайф). Това води до характерния звук на Кокто Туинс: гласът на Фрейзър, на свой ред ефирен и оперен, съчетан с все по-тежко свирене на китара от Гътри (който често казва, че се интересува много повече от начина, по който е записана китарата, отколкото от реално изсвирените ноти, въпреки че по-късно признава, че разчитането му на ефекти и наслояване първоначално се дължи на собствените му технически ограничения).
През 1983 г. групата участва в проекта Дис Мортал Койл на 4AD, който ражда кавър версия на "Song to the Siren" на Тим Бъкли (изпълнена от Гътри и Фрейзър). Въпреки че се появява под името на Дис Мортал Койл, кавърът впоследствие се превръща в една от най-известните песни на Кокто Туинс. По време на сесиите на TMC Гътри и Фрейзър се запознават с друг участник в проекта, мултиинструменталистът Саймън Реймънд (бивш член на Драунинг Крейз), който се присъединява към групата по-късно същата година.

### Възход към славата: 1984 – 1989 г.
С Реймънд групата издава поредица от  албуми и миниалбуми, които изследват техния нов стил. Те включват The Spangle Maker (1984), Treasure (1984), Aikea-Guinea (1985), Tiny Dynamine (1985), Echoes in a Shallow Bay (1985) и Love's Easy Tears (1986). Реймънд, който е повикан да работи по втория албум от Дис Мортал Койл, не участва в записа на четвъртия албум на Кокто Туинс, Victorialand (1986), предимно акустичен запис, в който участват само Гътри и Фрейзър. Реймънд се завръща в групата за The Moon and the Melodies (1986), сътрудничество с ембиънт композитора Херълд Бъд, която не е издадена под името на Кокто Туинс.
През 1985 г. 4AD подписват споразумение с Релативити Рекърдс за разпространение на изданията на Кокто Туинс в САЩ и други територии. За да отбележи събитието, е издадена компилацията The Pink Opaque (1985) като начин за представяне на новата, по-широка публика на каталога на групата.
Въпреки че остават група 4AD в международен план, Кокто Туинс най-накрая подписват договор за голям лейбъл с Кепитъл Рекърдс през 1988 г. за разпространение в Съединените щати и издават петия си албум, Blue Bell Knoll, през септември същата година. "Carolyn's Fingers" се върти силно по американските радиостанции, достигайки номер 2 в класацията за алтернативни песни на Билборд.

### Мейнстрийм успех: 1990 – 1994 г.
Групата издава Heaven or Las Vegas в края на 1990 г. Най-успешният им комерсиално от многото им записи, албумът достига седмо място в Класацията за албуми на Обединеното кралство веднага след издаването си. Въпреки успеха на записа и последвалите концертни турнета, не всичко е наред с групата. Те се разделят с 4AD след Heaven or Las Vegas отчасти поради конфликти с основателя на лейбъла Иво Уотс-Ръсъл и са близо до раздяла заради вътрешни проблеми, дължащи се до голяма степен на злоупотребата с наркотици на Гътри.
По време на международното си турне в подкрепа на Heaven or Las Vegas групата подписва нов договор за запис с филиала на Мъркюри Рекърдс Фонтана за Обединеното кралство и другаде, като същевременно запазва отношенията си с Кепитъл Рекърдс в САЩ. През 1991 г. 4AD и Кепитъл издават бокс сет, който събира миниалбумите на групата от 1982 до 1990 г. и също така включва бонус диск с рядък и неиздаван досега материал.
Фрейзър и Гътри прекратяват 13-годишната си връзка през 1993 г. и по това време имат малко дете, Люси Бел, родена през 1989 г. Седмата дългосвиреща плоча на групата, Four-Calendar Café, първият им след раздялата на Фрейзър и Гътри, излиза в края на 1993 г. Групата обяснява, че той е отговор на сътресенията, които са ги погълнали през следващите години, като Гътри влиза в клиника за рехабилитация и се отказва от алкохола и наркотиците, а Фрейзър се подлага на психотерапия.

### АлбумMilk & Kissesи раздяла: 1995 – 1997 г.
През 1995 г. излизат два нови миниалбума: Twinlights и Otherness. Някои от песните в Twinlights и Otherness са версии на песни от осмия албум на групата, Milk & Kisses (1996). Записът вижда завръщането на по-силно наслоени китари и Фрейзър отново започва да прави текстовете си неясни, макар и не напълно. От албума са взети два сингъла: "Тishbite" и "Violaine"; и двете съществуват на две CD версии, с различни B-страни, включени във всяка. Групата, подсилена от допълнителен китарист и барабанист, прави обширно турне в подкрепа на албума, последният им за Мъркюри/Фонтана. Нова песен, "Touch Upon Touch", която дебютира по време на концертите на живо и е записана по-късно през 1996 г., също е една от двете песни, написани и аранжирани от Фрейзър, Гътри и Реймънд за китайската поп певица Фей Уонг за издадения ѝ на мандарин албум Fuzao през юни 1996 г., а другият е "Tranquil Eye" от Violaine, издаден през октомври 1996 г.
През 1997 г., докато записват това, което би трябвало да бъде деветият им дългосвирещ албум, триото се разпада поради непреодолими различия, отчасти свързани с раздялата на Гътри и Фрейзър. Въпреки че редица песни са частично записани и вероятно завършени, групата заявява, че те вероятно никога няма да бъдат завършени или издадени под каквато и да е форма.

### След раздялата
През 1999 г. Бела Юниън – звукозаписната компания, основана от Гътри и Реймънд, издава компилация с двоен компактдиск на Кокто Туинс, озаглавена BBC Sessions. Компилацията е пълен запис на изявите на групата в британски радио програми от 1982 до 1996 г., с включен рядък и неиздаван материал. През 2000 г. 4AD издават Stars and Topsoil – компилация от избрани песни, избрани от членовете на групата, които са били издадени през годините им с 4AD; всички записи са дигитално ремастеризирани от Гътри. И накрая, през 2003 г., 4AD последва Stars и Topsoil с издаването на дигитално ремастеризирани версии на първите шест плочи на групата.
На 31 януари 2005 г. Кокто Туинс обявяват, че ще се преобразуват, за да свирят на Фестивала за музика и изкуства „Коачела Вали“ на 30 април 2005 г., а по-късно посочват, че ще бъдат добавени допълнителни дати за турне. На 16 март обаче срещата е отменена, след като Фрейзър обявява, че няма да участва. В интервю от 2009 г. Фрейзър казва, че не може да преживее болката от споделянето на сцената с бившия си любим Гътри, проблемът зад разпадането на групата през 1997 г. Реймънд разкрива, че групата също така е резервирала световно турне с 55 дати, което би ѝ спечелило £1,5 милиона. По-късно през 2005 г. 4AD издават световно ограничено издание от 10 000 компилационни бокс сета, озаглавени Lullabies to Violaine, сет от 4 диска, който описва всеки сингъл и миниалбум, издадени от 1982 до 1996 г. Това скоро е последвано от два сета от 2 диска със същите имена, известни като Част 1 и Част 2.
От март 2007 г. групата стартира подкасти с ексклузивен материал. На 6 октомври 2008 г. Кокто Туинс са отличени с наградата за вдъхновение Q Awards, която те приемат в рядко колективно участие на живо.
През 2022 г. Фрейзър, Гътри и Реймънд са наградени с наградата Visionary Award от Академия „Айвърс“. Фрейзър и Гътри присъстват на церемонията по награждаването в Лондон през май 2022 г. в рядка публична поява след разпадането на групата през 1997 г.

## Соло проекти
Бившите членове на Кокто Туинс остават активни музикално през годините след края на групата. В допълнение към формирането на лейбъла Бела Юниън Гътри и Реймънд продуцират издания на нови групи, подписали с лейбъла.
Реймънд издава соло албума си Blame Someone Else като първото издание на лейбъла. Той също така е копродуцент на посмъртния албум на Били Макензи от Асошиейтс, след което продължава да продуцира няколко изпълнители на Домино Рекърдс като Джеймс Йоркстън, Арчи Бронсън Аутфит (на когото по-късно е мениджър) и Клиърлейк. Съвсем наскоро той продуцира британската група Дюк Спирит, базираното в Лондон дуо Хелен, бившия фронтмен на Голдън Върджинс – Лукас Рени и миксира номинирания за Наградата „Мъркюри“ албум The End of History от Фиоn Ригън. В ролята си на ръководител на Бела Юниън той открива изпълнители като Laura Veirs, Флийт Фоксис, Мидлейк, Лифт то Икспириънс, Лоу Антим, Ай Брейк Хорсис, Царс и Джон Грант. Лейбълът е известен с дългосрочните си взаимоотношения със своите изпълнители, като Бийч Хаус, които издават и четирите си албума с него, както и Дърти Три, Мидлейк и др. Реймънд взима наградата за независима звукозаписна компания на годината на наградите Мюзик Уийк (гласувани от независимите търговци на дребно в Обединеното кралство) през 2010, 2012 и 2014 г.
Гътри издава шест соло албума: Imperial, Continental, Carousel, Emeralds, Fortune и Pearldiving, и осем миниалбума. Той прави много турнета с групата си Вайълет Индиана, която включва бившия китарист на Кокто Туинс Мицуо Тейт в състава. Той също така е автор на музиката за три филма — Mysterious Skin на Грег Араки (в сътрудничество с Херълд Бъд), 3:19 Nada Es Casualidad на Дани Саадия (мексиканска/испанска продукция) и отново с Грег Араки и Харолд Бъд върху партитурата и саундтрака на White Bird in a Blizzard. Той се събира отново с Бъд, за да си сътрудничат по два съгласувани албума – Before the Day Breaks и After the Night Falls, както и албумите Bordeaux, Winter Garden (сътрудничество, включващо италианския изпълнител на електроника Ералдо Берноки), и Another Flower, издаден след смъртта на Бъд през 2020 г. През 2006 г. Гътри продуцира три песни на Махогани от Connectivity. Той също така продуцира и свири на китара в дебютния албум на Аполо Хайтс, White Music for Black People.
Фрейзър е гост вокалистка в сингъла на Фютчър Саунд ъф Ландън "Lifeforms" (1993), в три песни в албума Mezzanine на Масив Атак през 1998 г. (както и на няколко турнета с тях) и за други музикални проекти и групи. Трябва да се отбележи, че тя написва текстовете и изпява вокалите за „Teardrop“ на Масив Атак, който е издаден като сингъл през 1998 г. и достига номер 10 в класацията за сингли в Обединеното кралство. Спекулира се, че тя работи върху солов албум, въпреки че подробности за това все още не са налични. Фрейзър осигурява  вокалите за „Lament for Gandalf“ във „Властелинът на пръстените: Братството на пръстена“. През 2000 г. тя пее с Питър Гейбриъл в Ovo (The Millennium Show). През 2005 г. работи с бретанския музикант Ян Тиерсен по две песни за неговия албум Les retrouvailles. През 2009 г. издава сингъла "Moses" с Раф Трейд Рекърдс.

## Музикален стил и влияния
Ранните записи на Кокто Туинс са класифицирани в жанровете готик рок и постпънк. Влиянията на групата по времето, когато са създадени, включват групата Бърдей Парти (барабанистът Фил Калвърт насърчава групата да подпише с 4AD),  Секс Пистълс, Кейт Буш и Сиукси енд дъ Баншис (Фрейзър има татуировки на Сиукси на ръцете си няколко години). Групата е кръстена на ранната песен на Симпъл Майндс, "The Cocteau Twins" (по-късно пренаписана като "No Cure"). С развитието на звученето на групата последвалата им музика е класифицирана като дрийм поп и етириъл уейв.  Музиката на Кокто Туинс повлиява на множество изпълнители в различни жанрове, включително Дефтоунс, Уикенд, Напалм Дет, Джон Грант, Принс, Сигур Роус и Масив Атак.

## Членове
- Елизабет Фрейзър – вокали (1981–1997)
- Робин Гътри – китари, бас, продукция, барабанна машина (1979–1997)
- Уил Хеги – бас (1979–1983)
- Саймън Реймънд – бас, китари, пиано (1983–1997)

Сътрудници в турнетата:
- Бен Блейкман – допълнителни китари (1990–1994)
- Мицуо Тейт – допълнителни китари (1989–1996)
- Бени Ди Маса – барабани (1994–1996)
- Дейвид Палфрийман – перкусии (1993–1996)

## Дискография

### Студийни албуми
- Garlands (1982)
- Head over Heels (1983)
- Treasure (1984)
- Victorialand (1986)
- Blue Bell Knoll (1988)
- Heaven or Las Vegas (1990)
- Four-Calendar Café (1993)
- Milk & Kisses (1996)

### Сборни албуми
- The Pink Opaque (1985)
- The Box Set (1991)
- BBC Sessions (1999)
- Stars and Topsoil (2000)
- Lullabies to Violaine: Singles and Extended Plays 1982–1996 (2005)
- Lullabies to Violaine, Volume 1: Singles and Extended Plays 1982–1990 (2006)
- Lullabies to Violaine, Volume 2: Singles and Extended Plays 1993–1996 (2006)
- Treasure Hiding: The Fontana Years (2018)

### Миниалбуми
- Lullabies (1982)
- Peppermint Pig (1983)
- Sunburst and Snowblind (1983)
- The Spangle Maker (1984)
- Aikea-Guinea (1985)
- Tiny Dynamine (1985)
- Echoes in a Shallow Bay (1985)
- Love's Easy Tears (1986)
- Snow (1993)
- Twinlights (1995)
- Otherness (1995)

### Сътрудничества
- The Moon and the Melodies (с Херълд Бъд) (1986)

## Филмография

### Музикални видеоклипове
- 1983: Wax and Wane
- 1984: Sugar Hiccup
- 1984: Pearly-Dewdrops' Drops
- 1984: Song to the Siren (като Дис Мортал Койл)
- 1984: Pandora (for Cindy) (неизлязъл)
- 1985: Aikeda-Guinea
- 1985: Pink Orange Red
- 1986: Love's Easy Tears
- 1986: How to Bring a Blush to the Snow
- 1987: Crushed
- 1988: Carolyn's Fingers
- 1988: Blue Bell Knoll (live)
- 1988: Cico Buff
- 1990: Iceblink Luck
- 1990: Heaven or Las Vegas
- 1993: Evangeline
- 1993: Bluebird
- 1995: Rilkean Heart (version 1)
- 1995 Rilkean Heart (Rilkean Dreams interlude)
- 1995: Half-Gifts
- 1996: Tishbite
- 2005: Pearly-Dewdrops' Drops (higher resolution cut edit)

### DVD
- 1996: Tishbites